# Mycetophila apicata
Mycetophila apicata är en tvåvingeart som beskrevs av Philippi 1865. Mycetophila apicata ingår i släktet Mycetophila och familjen svampmyggor. Inga underarter finns listade i Catalogue of Life.